# Solenostoma truncatum
Solenostoma truncatum là một loài Rêu trong họ Jungermanniaceae. Loài này được (Nees) R.M. Schust. ex Váňa & D.G. Long mô tả khoa học đầu tiên năm 2009.